# MetaGer
MetaGer é um motor de busca da Universidade de Hanôver que usa uma conexão criptografada para garantir a privacidade dos usuários.